# Бързеща (община Преняс)
Бързеща (на албански: Bërzeshtë) е село в Република Албания, община Преняс, област Елбасан.

## Личности
Родени в Бързеща
- Хайдар Блошми (1860 – 1936), албански политик
- Халит Бързеща (1840 – 1909), албански революционер